# Neocytherideididae
Neocytherideididae is een familie van kreeftachtigen uit de klasse van de Ostracoda (mosselkreeftjes).

## Geslachten
- Copytus Skogsberg, 1939
- Hemicytherideis Ruggieri, 1952
- Microhoweina Mohammed & Keyser, 2012
- Neocopytus Kulkoyluoglu et al., 2007
- Neocytherideis Puri, 1952
- Papillosacythere Whatley, Chadwick, Coxill & Toy, 1987
- Procytherideis Ruggieri, 1978
- Sahnia Puri, 1952
- Sahnicythere Athersuch, 1982